# Béni Tamou
Béni Tamou là một đô thị thuộc tỉnh Blida, Algérie. Dân số thời điểm năm 2002 là 22.797 người.